# Starlite Walker
Starlite Walker è il primo album in studio del gruppo musicale statunitense Silver Jews, pubblicato nel 1994.

## Tracce
1. Introduction II
2. Trains Across the Sea
3. The Moon Is the Number 18
4. Advice to the Graduate
5. Tide to the Oceans
6. Pan American Blues
7. New Orleans
8. The Country Diary of a Subway Conductor
9. Living Waters
10. Rebel Jew
11. The Silver Pageant